# Xã Eden, Quận Brown, Minnesota
Xã Eden (tiếng Anh: Eden Township) là một xã thuộc quận Brown, tiểu bang Minnesota, Hoa Kỳ. Năm 2010, dân số của xã này là 254 người.